# شيغيلة فلكسنرية
شيغيلة فلكسنرية (بالإنجليزية: Shigella flexneri)‏ هو أحد أنواع البكتيريا التابع لجنس الشيغيلة ضمن شعبة المتقلبات. يضم هذا النوع ستة أنماط مصلية مختلفة.

## أصل التسمية والمرادفات
يعود أصل تسمية هذا النوع نسبة إلى سايمون فلكسنر وهو طبيب أمريكي وعالم وإداري وأستاذ لعلم الأمراض التجريبي بجامعة بنسلفانيا. يسمى هذا النوع أيضاً:
- الشغيلة نظيرة الزُّحارِيَّة (بالإنجليزية: Shigella paradysenteriae)‏

## الأنماط المصلية
تنقسم الشِّيغِيلَّةُ الفلِكْسنرِيَّة إلى الأنماط المصلية التالية:
- - الشِّيغِيلَّةُ الفلِكْسنرِيَّة النمط الأول (بالإنجليزية: Shigella flexneri serotype 1)‏
  - الشِّيغِيلَّةُ الفلِكْسنرِيَّة النمط الثاني (بالإنجليزية: Shigella flexneri serotype 2)‏
  - الشِّيغِيلَّةُ الفلِكْسنرِيَّة النمط الثالث (بالإنجليزية: Shigella flexneri serotype 3)‏
  - الشِّيغِيلَّةُ الفلِكْسنرِيَّة النمط الرابع (بالإنجليزية: Shigella flexneri serotype 4)‏
  - الشِّيغِيلَّةُ الفلِكْسنرِيَّة النمط الخامس (بالإنجليزية: Shigella flexneri serotype 5)‏
  - الشِّيغِيلَّةُ الفلِكْسنرِيَّة النمط السادس (بالإنجليزية: Shigella flexneri serotype 6)‏